# Боћарски клуб „Козара”
| Боћарски клуб „Козара” |                                                       |
|                        |                                                       |
| Датум оснивања:        | март 1994.                                            |
| Седиште:               | Улица Др Ивана Рибара, Блок 61, · Нови Београд Србија |
| Званична презентација  | Званична Фејсбук страница                             |

Боћарски клуб „Козара” је српски спортски клуб са Новог Београда. Основан је у марту 1994. године, а седиште клуба је у Улици Др Ивана Рибара, Блок 61.
Клуб је добио назив по истоименој месној заједници Новог Београда, чије се седиште налази недалеко од просторија клуба.

## Историјат
Клуб је основан у марту 1994. године, а тада су у Лиги играли клубови Козара, Ктитор, Пријатељ, Крајина, Канарево брдо, Лабуд, Козара 2 и Ктитор 2. БК „Козара” углавном је основан од „стардоседелаца” Београда, али и приликовим избеглица из Хрватске, након рата.
Први чланови клуба били су Јован  Балша, Бранко Томасовић, Милован Јовић, Љубомор Петрковић, Никола Зарић, Шпиро Шимпрага, Вук Муждало, Михаил Безбрадица, Мирко Цветичанин, Шпиро Матијевић, Бранко Радиновић, Неђељко Декић, Илија Травица и Милош Вјеноић.
Први председник боћарског клуба „Козара” био је Бранко Радиновић, а генерални секретар Михаил Мића Безбрадица, а од 2018. године генерални секретар Дарко „Кане” Гагић. Касније су били председници: Декић Неђељко, од 1996. године, Мирко Земуновић, Недјељко Бешевић, Новица Радовић, Томислав Новаковић од 2013. до 2016. године, Драган Бјелан и Живко Трујкић, од 2018. године.
БК „Козтара” је имала у свом саставу две екипе, па је 1996. године одвајањем дела њених играча основан и боћарски клуб „Нови Београд”.
Клуб је по оснивању 1994. и 1995. освојио прво место у Лиги Србије и Куп Србије. У Савезној Републици Југославији (Србија и Црна Гора) формирана је Савезна лига, са по шест клубова из Србије и Црне Горе. Боћарски клуб „Козара” 1996. године заузео је 3. место, а освојио Куп. У тадашњој Југославији, где су се такмичили са клубовима из Црне Горе, БК „Козара”, освајао је треће место, и то: 1995, 1996. 1997. и 199. године, а Куп Србије 1994. и 1995. године, Куп Југославије 1997. године. Чланови клуба „Козара” побеђивали су у многобројним појединачним првенствима Боћарског савеза Београда и Боћарског савеза Србије, као и Југославије (Заједнице Србије и Црне Горе) у разним дисциплинама.
Највећи клупски успех у Србији, „Козара” је остварила као шампион Југославије 2000. године. Такмичили су се: Љубомир Петковић, капитен, Мирко Земуновић, Михаил Безбрадица, Шпиро Матијевић, Ђуро Зеленовић, Ђуро Милановић, Бошко Вукчевић, Сањин Чоко, Неђо Шикман и Неђељко Декић, и представљали Југославију у Купу европских шампиона. У квалификацијама победили су екипу Читлук, а обе утакмице одигране су у Љубушком. У другом колу квалификација, са Богданом Ђуровићем, појачањем из Црне Горе, побеђени су и Швајцарци, а оба сусрета одиграна су у Швајцарској. Због недостатка финансијских средстава одустало се од даљег такмичења у Купу европских шампиона, против француског Лиона, и освојено је 5. место у Европи.
„Козара” је била првак Србије 2005. године, а након освојене титуле клуб напуштају многи такмичари. Због недостатка играча, клуб се није такмичио 2006. године, а од 2007. у Другој лиги (2008. године названа Прва лига јер је установљена Супер лига). Године 2007. клуб је наступао у 1. лиги група Б.
Неколико ентузијаста из БК „Нови Београд” одлучило је да поново „оживе” БК „Козару” и долазе у клуб: Новаковић, Никола, Душан и Дарко Гагић, Ђујић, и уз староседеоце Петковића, Безбрадице и Декића почињу такмичење у Другој лиги, освајају прво место и улазе у Прву лигу 2010. године. Прво место клуб осваја 2012. године и тада се изборио за право такмичења у Првој лиги Србије.
У клубу су каријеру почели многи играчи, обављали високе функције. Године 2013. „Козара” освојаја шампионску титулу, 2018. у клубу је било 45 редовних чланова.
Клуб је 2007. године остао без спортских терена на основу планова града и општине Нови Београд. Залагањем, личним радом и пожртвованошћу Јована Баше, Михаила Безбрадице и других, Општина Нови Београд је одобрила а ЈКП „Зеленило Београд” изградило терене 2008. године на садашњој локацији, које користе заједно Боћарски клуб „Козара” и Боћарски клуб „Нови Београд”.

## Чланови клуба
Чланови клуба, од оснивања до закључно 2018. године, били су :
- Антић Стојан, члан,
- Антонијевић Милан, члан,
- Бановић Љубиша, члан,
- Безбрадица Михаил - Мића, такмичар, генерални секретар,
- Бешевић Недјељко, председник,
- Бјелан Драган, такмичар, председник,
- Бјелан Илија, члан,
- Бјелинић Милорад - Брацо, такмичар, члан Управног одбора,
- Вагић Милан, члан Управног одбора,
- Вејновић Милош, такмичар,
- Веселиновић Зоран, члан,
- Вуковић Живко, такмичар,
- Вукчевић Бошко, такмичар,
- Вучковић Никола, такмичар,
- Гагић Дарко - Кане, такмичар, генерални секретар,
- Гагић Душан, такмичар,
- Гагић Ђорђе, члан,
- Гагић Никола, такмичар, члан Управног одбора,
- Декић Неђељко, такмичар, председник Клуба, Скупштине,
- Добрић Мирко, члан,
- Ђуић Никша, такмичар, члан Управног одбора,
- Жежељ Предраг, члан,
- Зеленовић Ђуро, такмичар,
- Ивановић Радован - Раша, члан,
- Иванчић Иван, такмичар,
- Јагодић Симо, члан,
- Јанковић Милан, такмичар, тренер,
- Јовановић Борко, члан,
- Јовић Милован, члан,
- Кесић Стево, члан,
- Кнежевић Петар, члан,
- Кнежевић Петко, члан,
- Коврлија Драган, такмичар,
- Козомара Мирко, члан,
- Мандић Тодор, такмичар,
- Матијевић Шпиро, такмичар,
- Миланковић Предраг - Пеко, такмичар,
- Милановић Ђуро, такмичар,
- Милаш Бранко, члан,
- Младић Глигор, члан,
- Несторовић Божидар, члан,
- Несторовић Саша, члан,
- Николић Шпиро, члан,
- Новаковић Томислав, такмичар, председник, члан Управног одбора,
- Пановић Бора, такмичар,
- Пауновић Дејан, члан,
- Петковић Љубомир - „Пеле”, такмичар,
- Петровски Никола, члан,
- Попић Милан, члан Управног одбора,
- Радиновић Бранко, председник,
- Радић Ђорђе, такмичар,
- Радмановић, члан,
- Радовић Новица, такмичар, председник,
- Радосављевић Марко, члан,
- Раич Милан, такмичар,
- Раич Срђан, такмичар,
- Рапајић Никола, члан,
- Симић Ненад, такмичар,
- Симић Немања, такмичар,
- Скакић Веселин, такмичар,
- Стегњаић Србољуб, члан,
- Стојановић Зоран, директор,
- Тасић Радивоје, такмичар,
- Трујкић Живко, председник,
- Ћук Драган, члан,
- Ћук Љубан, члан,
- Цвјетичанин Мирко, такмичар,
- Чаваљуга Небојша, члан,
- Чоко Сањин, такмичар,
- Чоловић Миливој, члан,
- Чубрило Александар, члан
- Шарац Урош, такмичар,
- Шево Бранко, такмичар,
- Шикман Неђо, директор,
- Штековић Мирко, члан.